# Soues (Somme)
Soues (picardisch: Soue) ist eine nordfranzösische Gemeinde mit 125 Einwohnern (Stand 1. Januar 2022) im Département Somme in der Region Hauts-de-France. Die Gemeinde liegt im Arrondissement Amiens, ist Teil der Communauté de communes Nièvre et Somme und gehört zum Kanton Ailly-sur-Somme.

## Geographie
Soues liegt am Flüsschen Saint-Landon rund sieben Kilometer westlich von Picquigny und 3,5 Kilometer südlich von Hangest-sur-Somme.

## Einwohner
| 1962 | 1968 | 1975 | 1982 | 1990 | 1999 | 2006 | 2011 |
| ---- | ---- | ---- | ---- | ---- | ---- | ---- | ---- |
| 108  | 97   | 116  | 149  | 136  | 127  | 117  | 148  |

## Verwaltung
Bürgermeister (maire) ist seit 2008 Annick Lemaire.

## Sehenswürdigkeiten
- Kirche Saint-Marcel mit asymmetrischer Fassade